# Kanton Nérondes
Der Kanton Nérondes war bis 2015 ein französischer Wahlkreis im Département Cher und in der Region Centre-Val de Loire. Er umfasste 13 Gemeinden im Arrondissement Saint-Amand-Montrond; sein Hauptort (frz.: chef-lieu) war Nérondes. Die landesweiten Änderungen in der Zusammensetzung der Kantone brachten im März 2015 seine Auflösung. Vertreter im conseil général des Départements war zuletzt für die Jahre 2009–2015 Robert Belleret.

## Gemeinden
| Gemeinde                  | Einwohner Jahr | Fläche km² | Bevölkerungsdichte | Postleitzahl | Code INSEE |
| ------------------------- | -------------- | ---------- | ------------------ | ------------ | ---------- |
| Blet                      | 627 (2013)     | –          | – Einw./km²        | 18350        | 18031      |
| Charly                    | 252 (2013)     | –          | – Einw./km²        | 18350        | 18054      |
| Cornusse                  | 271 (2013)     | –          | – Einw./km²        | 18350        | 18072      |
| Croisy                    | 155 (2013)     | –          | – Einw./km²        | 18350        | 18080      |
| Flavigny                  | 203 (2013)     | –          | – Einw./km²        | 18350        | 18095      |
| Ignol                     | 180 (2013)     | –          | – Einw./km²        | 18350        | 18113      |
| Lugny-Bourbonnais         | 37 (2013)      | –          | – Einw./km²        | 18350        | 18131      |
| Menetou-Couture           | 352 (2013)     | –          | – Einw./km²        | 18320        | 18143      |
| Mornay-Berry              | 196 (2013)     | –          | – Einw./km²        | 18350        | 18154      |
| Nérondes                  | 1596 (2013)    | –          | – Einw./km²        | 18350        | 18160      |
| Ourouer-les-Bourdelins    | 648 (2013)     | –          | – Einw./km²        | 18350        | 18175      |
| Saint-Hilaire-de-Gondilly | 177 (2013)     | –          | – Einw./km²        | 18320        | 18215      |
| Tendron                   | 117 (2013)     | –          | – Einw./km²        | 18350        | 18260      |